# Vizcondado del Pontón
El vizcondado del Pontón, es un título nobiliario español, creado como vizcondado previo por el rey Carlos IV de España como instancia previa a la concesión del condado de Casa Valencia, por real despacho de 20 de octubre de 1789 en favor de Francisco de Valencia Aranda y Sáenz del Pontón, No obstante, el vizcondado previo fue suprimido tan solo al mes de su creación, tras la concesión del título del condado de Casa Valencia a favor de Francisco de Valencia Aranda y Sáenz del Pontón, por real despacho del 17 de noviembre de 1789.
El vizcondado del Pontón fue rehabilitado en 10 de marzo de 1856 por Emilio Alcalá-Galiano y Valencia, IV conde de Casa Valencia y bisnieto del primer titular.

## Lista de vizcondes del Pontón
|                                | Titular                                                      | Periodo                        |
| Primera Concesión de Carlos IV | Primera Concesión de Carlos IV                               | Primera Concesión de Carlos IV |
| ------------------------------ | ------------------------------------------------------------ | ------------------------------ |
| I                              | Francisco de Valencia Aranda y Sáenz del Pontón              | 1789                           |
| Rehabilitado por Isabel II     |                                                              |                                |
| II                             | Emilio Alcalá-Galiano y Valencia                             | 1856-1906                      |
| III                            | Emilio Alcalá-Galiano y Osma                                 | 1906-1955                      |
| IV                             | María del Consuelo Alcalá-Galiano y Osma                     | 1955-1978                      |
| V                              | Luis Bernaldo de Quirós y Alcalá-Galiano                     | 1979-1986                      |
| VI                             | María Bernaldo de Quirós y Álvarez de las Asturias-Bohorques | 1986-hoy                       |

## Origen del linaje de los Pontón
Se cree que el apellido «Del Pontón» podría provenir (aunque no se sabe con certeza) de un lugar de España llamado Pontones o Villaverde de Pontones, actualmente pertenecientes al municipio de Ribamontán al Monte en Cantabria. Otra hipótesis dice que el posible lugar de origen del linaje del Pontón fue en el valle de Gordejuela, en la parroquia de San Juan de Molinar, en concreto un sitio denominado como El Pontón.

### Del Viejo Mundo al Nuevo Reino de Granada
Hasta donde se tiene registro, la familia Sáenz del Pontón se remonta a Jerez de la Frontera en Cádiz, procedentes de la antigua provincia de Santander; afincándose definitivamente algunos de sus integrantes en la villa de Comares hacia mediados del XVII. Algunos de los miembros más importantes del linaje son:
- Juan Sáenz del Pontón, nacido en Santander en Cantabria, se desempeñó como Pagador general de la Armada de la Mar Océano por lo que se trasladó a Cádiz, fue padre de:[4]

- Juan Sáenz del Pontón, nacido en Cádiz, Veinticuatro de [[Jerez de la Frontera|de Jerez de la Frontera], se casó con Beatriz del Castillo Ibáñez y fueron padres de:[4]

- Juan Nicolás Sáenz del Pontón y del Castillo, nacido en Jerez de la Frontera, hacia 1663 se asentó en Comares donde fue proclamado como hijodalgo de aquella villa andaluza. Posteriormente se trasladó al Nuevo Mundo y se estableció en Santa Cruz de Mompós, un importante puerto fluvial sobre el río Magdalena de la Provincia de Cartagena en la Nueva Granada. Fue el fundador de esta rama de la familia Sáenz del Pontón en América (en Colombia concretamente). Se casó el 13 de diciembre de 1681 en Mompox con Catalina Antonia de Amoscótegui y Surmay, hija de Martín de Amoscótegui, Maestre de Campo y de Andrea Surmay,[4] de este enlace procrearon a Manuel Pontón y Amoscótegui del Castillo y Surmay[4] y a:

- Martin Carlos Sáenz del Pontón y Amoscótegui del Castillo y Surmay, nació y fue bautizado en Mompox el 25 de noviembre de 1685, se desempeñó como testamentario en Neiva, donde se le otorgó ese poder el 19 de mayo de 1729, también fue superintendente provincial del Chocó, escribano de cámara, escribano mayor de gobernación de la Real Audiencia de la Nueva Granada y Maestre de Campo de la milicia española de Santafé de Bogotá. Se casó el 29 de abril de 1716 en segundas nupcias con María Luisa Hurtado del Águila y Olarte, Lasso de la Vega y Ospina, natural de Popayán, hija del capitán García Hurtado del Águila y Lasso de la Vega, contador de las cajas reales de Popayán y de Jerónima Rose de Olarte Angulo y Ospina, natural de Santafé, de esta unión nacieron:[5] Jerónima (que sigue) y a Manuel Sáenz del Pontón y Hurtado de Olarte y Ospina.[6]

Martin Carlos Sáenz del Pontón y Amoscótegui en una relación previa con Juana María de Bolívar, tuvieron como primogénito a José Antonio Sáenz del Pontón y Bolívar.
- Jerónima (o Gerónima) Rosa Sáenz del Pontón y Hurtado de Olarte y Ospina, nació y fue bautizada el 18 de febrero de 1725 en la capilla del Sagrario en Santafé.[7] Se casó en la catedral de Popayán el 12 de mayo de 1740 con Pedro Agustín de Valencia y Fernández del Castillo, Aranda y Cobo de Figueroa, hijo de Pedro de Valencia y Aranda y de María Josefa Fernández del Castillo y Cobo de Figueroa, reconocido bajo testamento como hijodalgo de la villa de Comares ante el escribano Ramón de Murgueito el 19 de julio de 1786, se desempeñó además como fundador y primer Tesorero Perpetuo de la Casa de Moneda de Popayán, título concedido por Fernando VI en 1749 y ser Síndico Procurador general de Popayán en 1738.[7] De este matrimonio nacieron: Francisca, Francisco, I conde de Casa Valencia, Joaquín, Tomás, Andrés y a Antonio Camilo de Valencia y Sáenz de Pontón.[7]

Gracias a este enlace, la familia Sáenz del Pontón se emparentó con el noble linaje de los Valencia, siendo el tronco común para los futuros condes de Casa Valencia, vizcondes del Pontón y también de políticos que han marcado y aún determinan la historia de Colombia y España.

## Historia de los vizcondes del Pontón
- Francisco de Valencia Aranda y Sáenz del Pontón (Popayán, 26 de julio de 1743-Madrid, 17 de julio de 1742), I vizconde del Pontón,[2] I conde de Casa Valencia,[8] tesorero de la Casa de la Moneda de Popayán, caballero de la Orden de Carlos III en 1787, miembro del Consejo Real, oficial segundo de la Secretaría de Estado y del Despacho de Guerra y Hacienda de Indias.[9]

Casó, el 1 de marzo de 1767, con María Josefa Codallos y Bernardo de Palacio (Sevilla, 15 de enero de 1746-San Sebastián, 27 de mayo de 1789).
En 10 de marzo de 1856, por rehabilitación, sucedió

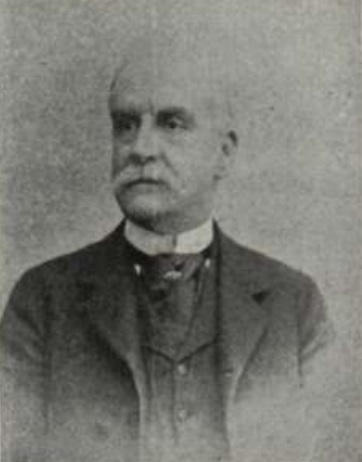
Emilio Alcalá Galiano y Valencia

- Emilio Alcalá Galiano y Valencia (Madrid, 9 de marzo de 1831-San Sebastián, 12 de noviembre de 1914),[10] II vizconde del Pontón[2][11][11] y IV conde de Casa Valencia, grande de España-[8] Era hijo de Juan Alcalá Galiano y Bermúdez y de María Teresa de Valencia y Junco, III condesa de Casa Valencia,[8] hija de Pedro Felipe de Valencia y Codallos —hijo del I vizconde del Pontón y I conde de Casa Valencia—, y de su esposa María Antonia Junco Pimentel y Rosales.[8][1]

Casó, el 26 de mayo de 1875, con Ana de Osma y Zavala. El 3 de marzo de 1906, por cesión, sucedió su hijo:
- Emilio Alcalá-Galiano y Osma (Madrid, 5 de diciembre de 1881-Madrid, 23 de junio de 1962), III vizconde del Pontón,[2] V conde de Casa Valencia, grande de España,[8] IV marqués de Castel Bravo  y senador.

Sin descendencia, en 9 de diciembre de 1955, por cesión, sucedió su hermana:
- María del Consuelo Alcalá-Galiano y Osma (Lisboa, 23 de abril de 1880-Madrid, 26 de febrero de 1978), IV vizcondesa del Pontón,[2] VI condesa de Casa Valencia, grande de España,[8] II condesa de Romilla,[12] V marquesa de Castel Bravo, dama de la reina Victoria Eugenia, de la Orden de Malta y de la Real Maestranza de Granada.

Casó en Madrid, el 25 de octubre de 1906, con Jesús María Bernaldo de Quirós y Muñoz, I marqués de Quirós, grande de España, X de Campo Sagrado y II de la Isabela, IX conde de Marcel de Peñalba, II vizconde de la Dehesilla, licenciado en Derecho, diputado a Cortes, caballero de las órdenes militares de Alcántara y Malta, maestrante de Granada y gentilhombre de cámara del rey Alfonso XIII con ejercicio y servidumbre. Fueron los padres de: Luis (que sigue) Iván, vizconde de la Dehesilla; Galinda, marquesa consorte de Valtierra; y María de la Guarda Bernaldo de Quirós y Alcalá Galiano, V marquesa de Castel Bravo. En 5 de mayo de 1979, sucedió su hijo:
- Luis Bernaldo de Quirós y Alcalá-Galiano (1917-6 de julio de 1996), V vizconde del Pontón,[2][13] VII conde de Casa Valencia,[8] II marqués de Quirós,[8] dos veces grande de España, III conde de Romilla,[2] X marqués de Campo Sagrado, III marqués de la Isabela, XI conde de Marcel de Peñalba, IV vizconde de la Dehesilla, caballero de las órdenes militares de Alcántara y San Juan de Jerusalén y maestrante de Granada.

Casó en Madrid, el 2 de junio de 1954, con María del Pilar Álvarez de las Asturias Bohorques, XVII marquesa de Almenara y X condesa de Torrepalma, hija de José Álvarez de las Asturias Bohorques y Arteaga (1893-1937), XV marqués de Almenara y VIII conde de Torrepalma, maestrante de Granada, y de María Luisa de Silva y Mitjans, de los duques de Lécera y de Bournonville. En 10 de diciembre de 1986, por distribución, sucedió su hija:
- María Bernaldo de Quirós y Álvarez de las Asturias Bohorques (n. 19 de julio de 1963), VI y actual vizcondesa del Pontón.[2][14]

Se casó con Juan José de Olazábal y Churruca, de quienes nacieron: Juan Antonio; Jaime; Ignacio; Javier; Francisco de Borja; y Luis de Olazábal y Bernaldo de Quirós.